# La Chapelle-aux-Filtzméens
La Chapelle-aux-Filtzméens è un comune francese di 735 abitanti situato nel dipartimento dell'Ille-et-Vilaine nella regione della Bretagna.

## Società

### Evoluzione demografica
Abitanti censiti